# 商品展示設計
商品展示設計（英語：Visual merchandising）是指零售商透過視覺效果，包括店內廣告、櫥窗設計、室內設計及商品展示方式等，以達到促進銷售的目的。這是由19世紀末美國一間名為「Marshall Field's」的百貨公司所發明。它首創將原本只作採光或貯存存貨的窗戶，改為展示商品，後來下將展示技項應用於店內其他位置，遂發展出商品展示設計。